# Psapharochrus piraiuba
Psapharochrus piraiuba är en skalbaggsart som först beskrevs av Martins och Maria Helena M. Galileo 2004.  Psapharochrus piraiuba ingår i släktet Psapharochrus och familjen långhorningar. Inga underarter finns listade i Catalogue of Life.